# Magis deos miseri quam beati colunt
Magis deos miseri quam beati colunt (лат. изговор: магис деос мизери квам беати колунт). Више поштују богове биједни него срећни. (Сенека)

## Поријекло изреке
Ову мисао је изрекао на прелазу старе у нову еру  познати римски књижевник Луције Енеја Сенека , лат. Lucius Annaeus Seneca  .

## Тумачење
Сенека тврди да су биједни-сироти људи ближи Богу, да га више поштују и да га се прије сјете, него срећни. То је зато што је сиртомашнима Бог једина нада, а  срећнима њихова срећа, па им Бог и не треба.